# Щекине
Щекине — село в Україні, в Путивльському районі Сумської області. Населення становить 31 осіб. До 2018 орган місцевого самоврядування — Зінівська сільська рада.

## Географія
Село Щекине знаходиться на відстані 1 км від сіл Нові Гончарі, Курдюмове і Білогалиця. За 2 км проходить автомобільна дорога Т 1908.

## Історія
12 березня 2013 року Сумська обласна рада виправила технічну помилку: назва населеного пункту Щекино Зінівської сільради Путивльського району змінена на Щекине.
12 червня 2020 року, відповідно до розпорядження Кабінету Міністрів України № 723-р «Про визначення адміністративних центрів та затвердження територій територіальних громад Сумської області», село увійшло до складу Путивльської міської громади.
19 липня 2020 року, в результаті адміністративно-територіальної реформи та ліквідації Путивльського району, увійшло до складу новоутвореного Конотопського району.

## Населення

### Мова
Розподіл населення за рідною мовою за даними :
| Мова       | Кількість | Відсоток |
| ---------- | --------- | -------- |
| російська  | 22        | 70.97%   |
| українська | 9         | 29.03%   |
| Усього     | 225       | 100%     |